# AG2R Prévoyance 2005
Questa voce raccoglie le informazioni riguardanti l'AG2R Prévoyance nelle competizioni ufficiali della stagione 2005.

## Organico

### Staff tecnico
TM=Team Manager; DS=Direttore Sportivo.
|  | Naz.               | Ruolo | Sportivo       |  |  |  |
|  | ------------------ | ----- | -------------- |  |  |  |
|  | Francia (bandiera) | DS    | Vincent Lavenu |  |  |  |
|  | Francia (bandiera) | DS    | Laurent Biondi |  |  |  |

### Rosa
|  | Naz.                   |  | Sportivo           | Anno |  |  |
|  | ---------------------- |  | ------------------ | ---- |  |  |
|  | Spagna (bandiera)      |  | Mikel Astarloza    | 1979 |  |  |
|  | Francia (bandiera)     |  | Sylvain Calzati    | 1979 |  |  |
|  | Spagna (bandiera)      |  | Iñigo Chaurreau    | 1973 |  |  |
|  | Irlanda (bandiera)     |  | Philip Deignan     | 1983 |  |  |
|  | Francia (bandiera)     |  | Cyril Dessel       | 1974 |  |  |
|  | Francia (bandiera)     |  | Samuel Dumoulin    | 1980 |  |  |
|  | Francia (bandiera)     |  | Andy Flickinger    | 1978 |  |  |
|  | Australia (bandiera)   |  | Simon Gerrans      | 1980 |  |  |
|  | Francia (bandiera)     |  | Stéphane Goubert   | 1970 |  |  |
|  | Ucraina (bandiera)     |  | Yuriy Krivtsov     | 1979 |  |  |
|  | Francia (bandiera)     |  | Julien Loubet      | 1985 |  |  |
|  | Estonia (bandiera)     |  | René Mandri        | 1984 |  |  |
|  | Francia (bandiera)     |  | Laurent Mangel     | 1981 |  |  |
|  | Francia (bandiera)     |  | Lloyd Mondory      | 1982 |  |  |
|  | Francia (bandiera)     |  | Jean-Patrick Nazon | 1977 |  |  |
|  | Francia (bandiera)     |  | Christophe Oriol   | 1973 |  |  |
|  | Francia (bandiera)     |  | Nicolas Portal     | 1979 |  |  |
|  | Francia (bandiera)     |  | Stéphane Poulhies  | 1985 |  |  |
|  | Estonia (bandiera)     |  | Erki Pütsep        | 1976 |  |  |
|  | Francia (bandiera)     |  | Christophe Riblon  | 1981 |  |  |
|  | Irlanda (bandiera)     |  | Mark Scanlon       | 1980 |  |  |
|  | Francia (bandiera)     |  | Blaise Sonnery     | 1985 |  |  |
|  | Francia (bandiera)     |  | Ludovic Turpin     | 1975 |  |  |
|  | Bielorussia (bandiera) |  | Aljaksandr Usaŭ    | 1977 |  |  |
|  | Lituania (bandiera)    |  | Tomas Vaitkus      | 1982 |  |  |

## Palmarès

### Corse a tappe
- Vuelta a Castilla y León

3ª tappa (cronosquadre)
- Critérium du Dauphiné Libéré

2ª tappa (Samuel Dumoulin)
- Tour du Limousin

2ª tappa (Samuel Dumoulin)
- Circuit de la Sarthe

2ª tappa (Andy Flickinger)
- Herald Sun Tour

3ª tappa (Simon Gerrans)
Classifica generale (Simon Gerrans)
- Boucles de la Mayenne

1ª tappa (Aljaksandr Usaŭ)
2ª tappa (Laurent Mangel)
- Giro della Baviera

2ª tappa (Jean-Patrick Nazon)
- Hessen-Rundfahrt

1ª tappa (Jean-Patrick Nazon)
4ª tappa (Aljaksandr Usaŭ)
- Tour de la Somme

1ª tappa (Erki Pütsep)
Classifica generale (Erki Pütsep)
- Circuit des Ardennes

1ª tappa (Aljaksandr Usaŭ)
4ª tappa (Mark Scanlon)

### Corse in linea
- Tour du Doubs (Philip Deignan)
- Gran Premio Industria Commercio Artigianato Carnaghese (Simon Gerrans)
- Tour du Finistère (Simon Gerrans)
- GP Rik Van Steenbergen (Jean-Patrick Nazon)
- Pärnu (Erki Pütsep)
- Grand Prix de la Ville de Rennes (Ludovic Turpin)
- GP Ühispanga Tartu (Tomas Vaitkus)

### Campionati nazionali
- Campionato francese su pista

Mezzo fondo (Samuel Dumoulin)

### Coppa del mondo di pista
- Manchester, Madison (Andy Flickinger)

## Classifiche UCI

### UCI Europe Tour
Individuale
Piazzamenti dei corridori dell'AG2R Prévoyance nella classifica dell'UCI Europe Tour 2005.
| Pos. | Ciclista        | Punti |
| ---- | --------------- | ----- |
| 31   | Ludovic Turpin  | 251   |
| 44   | Simon Gerrans   | 205   |
| 49   | Aljaksandr Usaŭ | 195,2 |

Squadra